# Walter Frey (Pianist)
Walter Frey (* 26. Januar 1898 in Basel; † 27. August 1985 in Zürich) war ein Schweizer Pianist und Musikpädagoge.

## Biografie
Walter Frey, Bruder des Komponisten Emil Frey, studierte zwischen 1906 und 1913 in Zürich Klavier bei Friedrich Niggli und Musiktheorie bei Volkmar Andreae und von 1913 bis 1916 in Frankfurt bei dem Pianisten Willy Rehberg. Von 1925 bis 1958 leitete er eine Klasse für Konzertpianisten am Zürcher Konservatorium. Zu seinen Schülern zählten Alfred Baum, Ingolf Dahl, Ernst Widmer, Samuel Bächli, Urs Bührer und János Tamás.
Daneben verfolgte Frey eine Laufbahn als Konzertpianist in Deutschland und Skandinavien. Er erwarb einen Ruf als Interpret moderner Musik und spielte verschiedene Uraufführungen zeitgenössischer Werke. Mehrfach trat er als Solist bei Festivals der Internationalen Gesellschaft für Neue Musik auf, deren Schweizer Sektion er von 1934 bis 1960 leitete. Später spezialisierte er sich auf das Klavierwerk Johann Sebastian Bachs.
Seit Ende der 1930er Jahre trat er auch mit seinem Bruder als Klavierduo auf. Mit Willi Schuh gab er 1937 Schweizerische Klaviermusik aus der Zeit der Klassik und Romantik heraus. 1960 wurde er mit der Hans-Georg-Nägeli-Medaille ausgezeichnet.
Walter Frey war der Grossvater von Samuel Bächli, erster Kapellmeister und stellvertretender Generalmusikdirektor am Theater Erfurt, sowie von Tomas Bächli, freischaffender Pianist in Berlin. 